# Stefanie Stoltzenberg-Spies
Stefanie Stoltzenberg-Spies, geschiedene Strasburger, (* 26. Oktober 1964 in Schenefeld) ist eine deutsche Juristin, ehemalige Hamburger CDU-Politikerin und Gründerin des Unternehmens Strasburger Kreise.

## Leben
Stoltzenberg-Spies studierte Rechtswissenschaft an der Universität Hamburg und an der Universität Lausanne und arbeitete nach dem Studium als Rechtsanwältin. 
2012 gründete sie das Unternehmen Strasburger Kreise, mit dem sie unterschiedlich engagierte Menschen miteinander verbindet. Sie ist Vorstandsmitglied der WWW-Stiftung („Wissen, Weltethos, Weltzukunft“), des Vereins Licht im Schatten e. V,. des Förderkreises der Evangelischen Stiftung Alsterdorf sowie der Stiftung junge norddeutsche philharmonie.
Stoltzenberg-Spies ist verheiratet und hat vier Kinder.

## Politik
Stoltzenberg-Spies war von 2001 bis 2004 Mitglied der Bezirksversammlung Altona. Von 2004 bis 2008 war sie Mitglied der Hamburgischen Bürgerschaft. Sie saß im Familien-, Kinder- und Jugendausschuss sowie im Kulturausschuss. Zudem war sie am Parlamentarischen Untersuchungsausschuss (PUA) „Geschlossene Unterbringung Feuerbergstraße“ beteiligt. 2008 geriet sie in die Schlagzeilen, da sie nach ihrem Ausscheiden aus der Hamburger Bürgerschaft das ihr nach dem Hamburgischen Abgeordnetengesetz zustehende Übergangsgeld beantragte. Dies brachte ihr Kritik ein, da ihrer Familie ein ausreichendes Einkommen unterstellt wurde. 2009 trat Stoltzenberg-Spies aus der CDU aus.